# Николай V
Папа Николай V (на латински: Nicolaus V), роден Томазо Парентучели (на италиански: Tommaso Parentucelli) е глава на Римокатолическата църква от 1447 г. до смъртта си, 208-ия папа в традиционното борене.

## Управление
През 1450 година се отбелязва юбилейна година в Рим, и даренията на многочислените поклонници дават на града средства за развитие на културата. През март 1452 година папата коронясва Фридрих III като император на Свещената Римска империя в катедралата Свети Петър. В Рим Николай V представя свежия дух на епохата на Ренесанса. Негова първа грижа е укрепването на отбранителните съоръжения на града, прокарване на нови улици и възстановяване на водоснабдяването.
Николай V се стреми към въдворяване на мир сред християните. Той е наясно с неадекватността на повечето съществуващи преводи на гръцките отци. Присъства на събора във Ферара, където се подчертава проблема с липсата на преводи на светоотечески текстове с приноса на гръцките отци към богословските основи на латинската църква. Николай V харчи огромни суми пари за създаването на папска библиотека, включваща както латински, така и гръцки текстове. Още преди падането на Константинопол папата започва програма за превод на важни класически и святоотечески гръцки текстове на латински. След падането на Константинопол изпраща събирачи в източното Средиземноморие, за да донесе обратно гръцки ръкописи.
През 1452 година издава булата „Romanus Pontifex“, която санкционира завоюваните от португалците африкански земи и даването на жителите им в робство. Булата позволява португалците да претендират за земите в Западна Африка и да ги завоюват. На 29 май 1453 след 53 дневна обсада е османските войски превземат Константинопол. Християнската Византийска империя престава да съществува. Вестта за това е потресаваща за Европа, но мерките на Николай V, насочени към възобновяването на кръстоносните походи против Османската империя, не намират поддръжка при кралските дворове.

## Последни години
Последните години от живота си, страдащия от подагра папа посвещава на украсяването на Рим с произведения на изкуството. 